# اگزو-نوربورنول
اگزو-نوربورنول (به انگلیسی: Exo-Norborneol) یک ترکیب شیمیایی با شناسه پاب‌کم ۷۹۰۲۸ است. 